# Cigemblong (plaats)
Cigemblong is een bestuurslaag in het regentschap Lebak van de provincie Banten, Indonesië. Cigemblong telt 2790 inwoners (volkstelling 2010).